# Paul Thomes
Paul Thomes (* 20. Juni 1953 in Wittlich) ist ein deutscher Historiker.

## Leben und Werk
Thomes studierte an den Universitäten Saarbrücken und Edinburgh die Fächer Anglistik, Geschichte und Volkswirtschaftslehre. 1984 wurde er promoviert mit einer Arbeit zur preußischen Sparkassengeschichte. Für die Dissertation erhielt er den Eduard Martin Preis der Universität des Saarlandes für hervorragende Dissertationsleistungen. Thomes habilitierte sich 1992 mit einer Arbeit zur Kommunalwirtschaft in der Frühneuzeit. In den Jahren 1993/1994 und 1995/1996 vertrat er Lehrstühle an der Goethe-Universität Frankfurt am Main und an der RWTH Aachen. Von 1996 bis 2020 war er Universitätsprofessor für Wirtschafts-, Sozial- und seit 2012 zusätzlich Technologiegeschichte an der Fakultät für Wirtschaftswissenschaften der RWTH Aachen. Zwischenzeitlich war er von 2011 bis 2015 zum Studiendekan der Fakultät für Wirtschaftswissenschaften. Interdisziplinär engagierte sich Thomes langjährig als Vorstandsmitglied in den RWTH Foren „Technik und Gesellschaft“ sowie „Mobilität und Verkehr“. Von 2009 bis 2023 fungierte er als Vertrauensdozent der Konrad-Adenauer-Stiftung an der RWTH Aachen.
Thomes ist Begründer und Herausgeber der seit 2003 erscheinenden Schriftenreihe Aachener Studien zur Wirtschafts-, Sozial- und Technologiegeschichte, zuletzt erschienen: T. Dewes, Wissensmanagement – Die Universität als innovatives Unternehmen? Eine longitudinale und wissenstheoretische Analyse des Wissenstransfers in höheren Bildungseinrichtungen, Bd. 24, Düren 2021. Er ist  Mitherausgeber der Zeitschrift Scripta Mercaturae, Zeitschrift für Wirtschafts- und Sozialgeschichte. Bis 2021 war er Geschäftsführender Herausgeber bzw. Mitherausgeber der Zeitschrift Bankhistorisches Archiv, Banking and Finance in History.
Thomes verfolgt in Forschung und Lehre einen ganzheitlichen, qualitative und quantitative Methoden instrumentalisierenden Ansatz; dies als zukunftsgerichtete anwendungsorientierte Geschichte nach dem Motto Geschichte als Dialog der Gegenwart mit der Vergangenheit über die Zukunft. Forschungsschwerpunkte sind strukturelle Transformationsprozesse in regionaler, nationaler und internationaler Perspektive. Dazu zählen Industrialisierung und Deindustrialisierung, Internationalisierung und Globalisierung sowie Arbeitsbedingungen. Einen weiteren Schwerpunkt bildet die Analyse von Unternehmen, insbesondere der Kredit-, Automobil-, Kommunal- und Energiewirtschaft, sowie die Aufarbeitung des Nationalsozialismus.
Thomes realisierte zahlreiche öffentlich geförderte Forschungsprojekte zu den oben adressierten Themenbereichen.

## Mitgliedschaften
- Vorstandsmitglied der Gesellschaft für Sozial und Wirtschaftsgeschichte, von 1992 bis 2020, seit 2001 Schatzmeister.
- Vorstandsmitglied und Vorsitzender, von 2003 bis 2022, der Fördergesellschaft des Museums Zinkhütter Hof in Stolberg/Rhld. seit 1999.
- Mitglied des Wissenschaftlichen Beirates des Instituts für Bank- und Finanzgeschichte in Frankfurt am Main bis 2021.
- Mitglied des Arbeitskreises für Sparkassengeschichte, Wissenschaftsförderung der Sparkassen-Finanzgruppe, Deutscher Sparkassen- und Giroverband.
- Mitglied des Wirtschaftshistorischen Ausschusses des Vereins für Socialpolitik seit 1996.
- Mitglied der Kommission für Saarländische Landesgeschichte seit 1992.

## Publikationen (Auswahl)
Das Œuvre umfasst rund 100 Publikationen.
- Elektrizität – vom Werden einer disruptiven Energie, in: Scripta Mercaturae 50, 2022, S. 51–96.
- Industry – Between Evolution and Revolution: A Historical Perspective, in: Frenz, W. (Hrsg.), Handbook Industry 4.0. Law Technology, Society, Berlin 2022, S. 1119–1139.
- Bildung und Rendite. Vom Machen und Gründen, in: 150 Jahre RWTH, S. 131–138, Aachen 2021.
- mit M. Engels und A. Faridi: Hochspannend vernetzen. 100 Jahre FGH, Aachen 2021.
- Vergangenheit verstehen – Zukunft gestalten. 50 Jahre Lehr- und Forschungsgebiet Wirtschafts-, Sozial- und Technologiegeschichte. Versuch einer Autoanalyse, in: Thomes, Paul / Dewes, Tobias (Hrsg.). Vergangenheit analysieren – Zukunft gestalten, Shaker Düren 2020, S. 149–179.
- mit R. Peters: Ein Modell zur strukturierten Analyse von Veränderungen als Plädoyer für eine integrierte Vergangenheits-, Gegenwarts-, und Zukunftsperspektive, in: Scripta Mercaturae 47, 2018, S. 161–190.
- Elektromobilität – eine historisch basierte Analyse, in: Elektromobilität. Grundlagen einer Zukunftstechnologie, hrsg. von Achim Kampker, Dirk Vallée und Armin Schnettler, Berlin/Heidelberg 2018², S. 3–15.
- mit R. H. Schmidt und H. D. Seibel: From Microfinance to Inclusive Banking. Why Local Banking Works, Weinheim 2016.
- mit Peter M. Quadflieg: Unternehmer in der Region Aachen – zwischen Maas und Rhein (= Rheinisch-Westfälische Wirtschaftsbiographien. Bd. 19). Aschendorff Verlag, Münster 2015, ISBN 978-3-402-13107-7.
- mit H. Bonin, Old Paternalism, New Paternalism, Post-Paternalism (19th-21st Centuries), Bruxelles 2013.
- mit Mathias Mutz und Michelle Abbas: 175 Jahre Gasversorgung in Aachen, Aachen 2013.
- Rohstoffbasis und Absatzmarkt. Die Schwerindustrie des Großherzogtums Luxemburg und das Aachener Revier, Shaker Verlag, Aachen 2005, ISBN 978-3-8322-4310-4.
- mit B.Bátiz-Lazo und J.C. Maixé-Altés (Hrsg.), Technological Innovation in Retail Finance. International Historical Perspectives, Routledge Verlag New York und London 2011.
- 175 Jahre Sparkasse Aachen: Fair. Menschlich. Nah, Monschau 2010.
- Sparkassen und Banken im nördlichen Rheinland 1789 bis 1913, Bonn 2007, Geschichtlicher Atlas der Rheinlande : Beih. 7, [Wirtschafts- und Verkehrsgeschichte]; 16.
- 200 Jahre mitten in Europa 1804–2004. Die Geschichte der Industrie- und Handelskammer Aachen. Aachen 2004, ISBN 3-8322-2243-X.
- Searching for identity. Ford Motor Company in the German market (1903–2003), in: Bonin, H. (Hrsg.), Ford, 1903–2003: The european history, Bd. 2, Paris 2003, S. 151–195.
- Aspekte der Unternehmensfinanzierung zwischen Rekonstruktion und Globalisierung – eine historisch-kritische Analyse der deutschen Nachkriegszeit, in: Krimphove, D./ D. Tytko (Hrsg.), Praktiker-Handbuch Unternehmensfinanzierung. Kapitalbeschaffung und Rating für mittelständische Unternehmen, Stuttgart 2002, S. 15–46.
- Kontinuität im Wandel. Eine Geschichte des Handwerks und seiner Organisation in der Wirtschaftsregion Aachen, Aachen 2000.
- Kommunale Wirtschaft und Verwaltung zwischen Mittelalter und Moderne. Bestandsaufnahme-Strukturen-Konjunkturen. Die Städte Saarbrücken und St. Johann im Rahmen der allgemeinen Entwicklung (1321–1768), Stuttgart 1995, 446 S., 17-gliedriger Tabellenanhang, 3 Karten.
- Saarbrücken. Stationen auf dem Weg zur Großstadt, Saarbrücken 1989, 180 S.; Mitherausgeber und -verfasser; zudem verantwortlich für die Textgestaltung.
- mit Jürgen Karbach: Vom Agrarland zum Montanrevier. Wirtschafts- und Sozialgeschichte der Saarregion (1792–1918), (Geschichtliche Landeskunde des Saarlandes, Bd. III/2), 352 S., 3 Karten, Saarbrücken 1994,
- Die Kreissparkasse Saarbrücken (1854–1914). Ein Beitrag zur Geschichte der öffentlichen Sparkassen Preußens. Frankfurt am Main 1985, ISBN 3-7819-0324-9.